# Hohe Straße 5 (Quedlinburg)

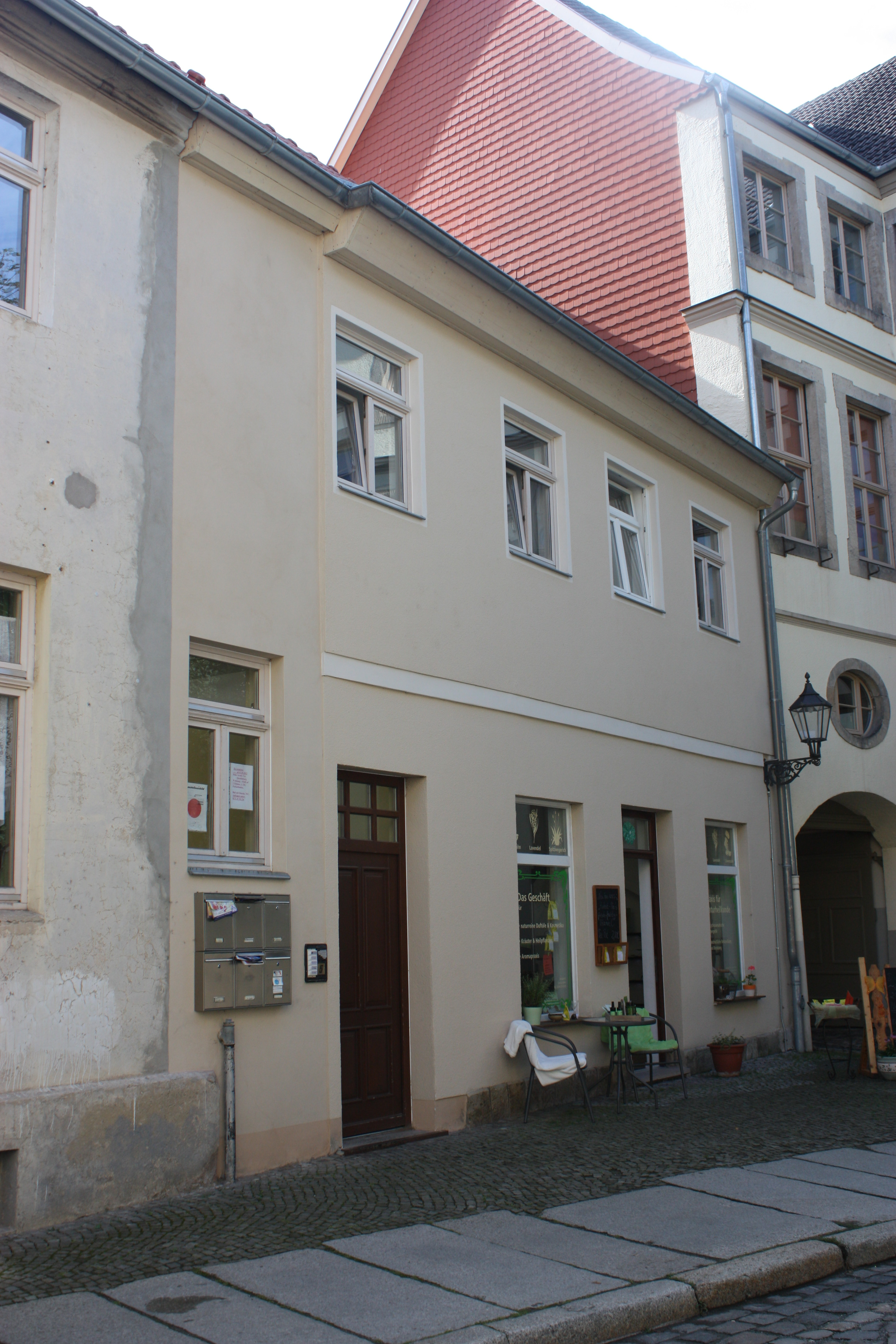
Haus Hohe Straße 5

Das Haus Hohe Straße 5 ist ein denkmalgeschütztes Gebäude in der Stadt Quedlinburg in Sachsen-Anhalt.

## Lage
Es befindet sich im Stadtgebiet westlich des Quedlinburger Marktplatzes und gehört zum UNESCO-Weltkulturerbe.

## Architektur und Geschichte
Das Fachwerkhaus ist im Denkmalverzeichnis Quedlinburgs als Wohnhaus eingetragen. Es entstand vermutlich im 17. Jahrhundert. Das Erdgeschoss des Gebäudes ist in Quadersandstein ausgeführt. Das Vorderhaus sowie der südliche Hofflügel wurden vermutlich im 18. Jahrhundert grundlegend umgebaut. 